# Josep Henríquez i Brito
Josep Henríquez i Brito, nom amb què es coneix Josep Joan Henríquez i Brito (Barcelona, 1951) és un guitarrista, compositor, lutier i pedagog musical català.
L'any 1971 va iniciar la seva carrera professional amb el Quartet Tarragó, del qual va ser un dels membres fundadors. Va estudiar al Conservatori Municipal de Música de Barcelona, i el 1977 es va diplomar amb un premi d'honor en guitarra i menció en música de cambra. Va ser deixeble de Gracià Tarragó i d'Eduardo Sainz de la Maza. L'any 1981 va ser professor al Music and Arts Institute de San Francisco (Califòrnia), i des del 1982, és catedràtic de guitarra al Conservatori Josep Maria Ruera de Granollers (Vallès Oriental). El 1992 va donar classes i obrir l'Aula de Guitarra Andrés Segovia al Conservatori Central de Pequín (Xina), a petició del Ministeri d'Afers Exteriors espanyol, i des del 1997 és professor titular del Festival i Curs Internacional de Guitarra, que se celebra cada agost a Hersbruck (Alemanya).
Com a concertista, ha desenvolupat una carrera molt significativa a nivell internacional, en la qual ha destacat no només per haver estrenat diverses obres contemporànies sinó també per l'amplitud del seu repertori, que inclou obres des de renaixentistes fins a contemporànies.
Toca amb una guitarra dissenyada per ell mateix, que va construir amb el lutier Antonio Picado, de qui en va aprendre l'ofici el 1993. Anteriorment en tocava una feta per Ignacio Fleta e Hijos.